# Петренко, Артём Анисимович
Артём Анисимович Петренко (1899, Беляевка, Одесский уезд, Херсонская губерния, Российская империя — неизвестно, Кустанайская область, Казахская ССР) — председатель сельскохозяйственной артели имени Молотова Тарановского района Кустанайского района, Казахская ССР. Герой Социалистического Труда (1957). Депутат Верховного Совета Казахской ССР 2-го созыва.

## Биография
Родился в 1899 году в селе Беляевка (сегодня — город) Одесского уезда. До коллективизации работал по найму. Участвовал в Гражданской войне в составе Красной Армии. В 1929 году вступил в сельскохозяйственную артель имени Молотова Тарановского района. С 1931 года — заместитель председателя, с 1937 года — председатель этой же артели (с конца 1950-х годов — «Заря коммунизма», совхоз «Ново-Ильинский»). Член ВКП(б). Во время Великой Отечественной войны труженики сельхозартели ежегодно выполняли задания советского правительства по обеспечению фронта сельскохозяйственными продуктами, за что был награждён в 1942 году Орденом Ленина и в 1945 году — Орденом Отечественной войны 2-й степени.
За короткое время в годы первой послевоенной Четвёртой пятилетки вывел сельхозартель в число передовых сельскохозяйственных предприятий Кустанайской области. В 1953 году сельхозартель заняла передовое место в животноводстве и сборе зерновых.
В 1954—1955 годах было обработано 13455 гектаров целины и в 1956 году собрано в среднем с каждого гектара по 20,8 центнеров зерновых. Указом Президиума Верховного Совета СССР от 11 января 1957 года удостоен звания Героя Социалистического Труда за «особо выдающиеся успехи, достигнутые в работе по освоению целинных и залежных земель, и получение высокого урожая» с вручением ордена Ленина и золотой медали «Серп и Молот» (№ 7260).
В 1957 году колхоз имени Молотова участвовал в работе Всесоюзной выставке ВДНХ.
Избирался членом Кустанайского обкома партии, депутатом Верховного Совета Казахской ССР 2-го созыва от Кустанайской области (1947—1951), Тарановского районного Совета депутатов трудящихся и делегатом VI съезда Компартии Казахстана.
В 1959 году вышел на пенсию. Проживал в Кустанайском районе. Дата смерти не установлена.
Награды
- Герой Социалистического Труда
- Орден Ленина — дважды (11.05.1942; 1957)
- Орден Отечественной войны 2-й степени (16.11.1945)
- Большая и малая золотые медали ВДНХ (1957)